# Zoofilija (botanika)
Zoofilija (manj ustrezno zoogamija) je botanični izraz, ki se uporablja za tip opraševanja, pri katerem pelod prenašajo živali. Rastlinskim vrstam, ki jih oprašujejo živali, rečemo zoofilne rastline. Opraševalci tovrstnih rastlin so največkrat nevretenčarji (denimo žuželke, pri čemer takšen tip zoofilije imenujemo entomofilija), določene rastlinske vrste pa oprašujejo tudi vretenčarji (na primer netopirji in ptiči, pri čemer opraševanje s pomočjo slednjih imenujemo ornitofilija). Zoofilne rastline so v evolucijskem razvoju pridobile mehanizme, ki jih delajo bolj privlačne za opraševalce; mnoge imajo barvite cvetove, vzorce na cvetnih listih, močan vonj ali proizvajajo nektar. Tovrstni medvrstni odnosi so velikokrat koristni za oba partnerja, saj opraševalec dobi hrano, medtem ko je rastlini omogočeno razmnoževanje.
Opraševanje je proces, pri katerem nek dejavnik omogoči prenos peloda od prašnikov, kjer ta nastaja, do brazde pestiča. Obstaja mnogo različnih prenašalcev pelodnih zrn (tako imenovanih vektorjev); poznamo abiotske (denimo veter, pri čemer takšen tip opraševanja imenujemo anemofilija, in vodo, ki oprašuje v procesu hidrofilije) ter biotske (živali). Vsi načini opraševanja imajo določene prednosti, a so hkrati prisotne tudi slabosti. Tako je denimo zoofilija priročna, ker je tak način opraševanja veliko bolj neposreden in pogosto vodi v uspešno oprašitev. Po drugi strani mora zoofilna rastlina porabiti precej energije in snovi za proizvodnjo nektarja, ki je predpogoj za prihod samega opraševalca. Dobra stran abiotskih opraševalcev je prav v ekonomičnosti, saj takšne rastline ne porabljajo snovi za izdelavo nektarja, a se slabost pokaže v manjši usmerjenosti opraševanja, ker se pelod prenaša naključno.
Za zoofilijo je značilno, da žival seže v notranjost cveta, da bi se hranila z nektarjem. Medtem se podrgne ob rastlinske prašnike, iz katerih se na žival izloči pelod. Nekaj izmed teh pelodnih zrn je kasneje preneseno na brazdo pestiča drugega cveta.

## Opraševanje s pomočjo žuželk
Glavni članek: Entomofilija
Ta tip zoofilije imenujemo entomofilija. Glede na pripadnost žuželčjih opraševalcev razlikujemo več podtipov entomofilije.

### Čebele
Opraševanje s pomočjo čebel se imenuje tudi melitofilija. Čebele se med seboj razlikujejo, zelo variabilni pa so tudi njihovi načini opraševanja (čebele so lahko večje ali manjše, imajo dolgo ali kratko lizalo, živijo v kolonijah ali so samotarske vrste, imajo pelodne koške ali so brez njih...). Delež rastlin lahko oprašijo le čebele, saj se pelod iz njihovih prašnikov izloči le, če žuželka proizvede ustrezne vibracije, česar so sposobne le nekatere čebele. Temu procesu pravimo vibracijsko opraševanje ali sonikacija (angleško buzz pollination, sonication), značilen pa je predvsem za čmrlje in nekatere samotarske čebele (medonosna čebela sonikacije ne more izvesti). Predvideva se, da je okoli 9 odstotkov rastlin oprašenih s pomočjo vibracijskega opraševanja.

### Ose
Tudi ose oprašujejo del rastlinskih vrst in so tako pomembni vektor za prenašanje peloda, v nekaterih primerih pa učinkovitejši opraševalci kot čebele.

### Dnevni metulji
Opraševanje s pomočjo dnevnih metuljev se imenuje tudi psihofilija. Kljub temu, da so dnevni metulji življenjsko odvisni od medičine (nektarja) in (ali) peloda, ne veljajo za zelo učinkovite opraševalce, saj jim manjkajo specifične strukture za prenašanje pelodnih zrn. Vseeno se je del rastlinskih vrst specializiral za privabljanje metuljev. Tovrstne rastline imajo barvite cvetove (redkeje tudi bele venčne liste) in posebne platforme za pristajanje metuljev.

### Nočni metulji
Opraševanje s pomočjo nočnih metuljev je sfingofilija. Med ene izmed pomembnejših družin nočnih metuljev, ki oprašujejo rastline, spadajo somračniki (Sphingidae). Njihovo vedenje je podobno ptičem kolibrijem, saj se hranijo kar v nepremičnem (lebdečem) letu. Večina nočnih metuljev je aktivna ponoči ali zvečer, četudi so nekatere vrste dejavne tudi podnevi. Za mnoge nočne metulje pa je značilno, da se usedejo na rastlino (ki ima velikokrat socvetja majhnih cvetov) in se šele zatem začnejo hraniti. Takšni so pedici (Geometridae), sovke (Noctuidae) in vešče (Pyralidae).

### Dvokrilci
Opraševanje s pomočjo dvokrilcev (predvsem muh) se imenuje tudi miofilija. Med bolj prepoznavne dvokrilce, ki oprašujejo rastline, spadajo muhe. Te so še posebej ključne na območjih, kjer so zelo številčne in primanjkuje drugih žuželčjih taksonov. Pri klasični miofiliji se dvokrilci hranijo z nektarjem in pelodom (vedenje, ki je značilno predvsem za trepetavke, družina Syrphidae, in čmrljevke, družina Bombyliidae). Nekatere divje orhideje (kukavičevke) se poslužujejo prevare, saj ne proizvajajo nektarja, ampak samce vinskih mušic (iz družine Tephritidae) privabljajo s posebnimi kemijskimi spojinami, ki spominjajo na žuželčje spolne feromone.
Svojstven tip miofilije je sapromiofilija, značilna za dvokrilce, ki navadno obiskujejo mrhovino in iztrebke. Rastline tovrstne nenamerne opraševalce privabljajo s pomočjo raznih dišav, ki oponašajo kemijske snovi gnitja in razpadanja. Dvokrilci prav tako ne prejmejo nikakršne nagrade.

### Hrošči
Opraševanje s pomočjo hroščev se imenuje tudi kantarofilija. Hrošči so pri opraševanju rastlin še posebej bistveni v polsuhih predelih južne Afrike in južnega dela Kalifornije, pa tudi v gorskih traviščih južne Afrike. Kantarofilija je značilna za večino vrst družine Araceae (kačnikovke). Pojavlja se v rodovih Amorphophallus, Dieffenbachia, Monstera, Philodendron in Theriophonum.
Dobro poznan primer kantarofilne rastline je socvetje vrste Amorphophallus titanum (smrdljivka), ki je sposobna generacije toplote in izločanja močnega neprijetnega vonja v nočnem času. Slednji je namenjen privabljanju nekrofagnih hroščev, pa tudi njihovih plenilcev. Hrošči prihajajo do rastlin misleč, da jih tam čaka hrana in prostor za odlaganje jajčec. Za rastlinske vrste družine Araceae je značilno tudi, da hrošče pogosto pridržijo v kamricah s pelodom, da tako povečajo možnost uspešnega prenosa pelodnih zrn, žuželke pa morajo nato same najti pot iz cveta. Nekateri podatki kažejo, da naj bi rastlina z radiacijo toplote proizvajala tudi infrardečo svetlobo, ki je človeškim očem nevidna, vidijo pa jo nekatere žuželke. Cvetovi vrste Philodendron adamantinum na pokrovke hroščevih kril prilepijo lepljivi paket s pelodnimi zrni ter si tako zagotovijo, da žuželka s seboj odnese veliko količino peloda.

### Drugo
Ponekod opraševanje opravljajo tudi mravlje, čemur pravimo mirmekofilija.

## Opraševanje s pomočjo kuščarjev
Po podatkih, ki so bili pridobljeni v raziskavi iz leta 2003, naj bi bilo opraševanje rastlin s pomočjo kuščarjev veliko bolj razširjeno, kot se je to do tedaj predvidevalo. Da se kuščarji hranijo z nektarjem, je znano že od leta 1977. Kljub temu sta bili do leta 2003 prepoznani le dve vrsti kuščarjev, ki s seboj prenašata pelod, vseeno pa ni bilo dokazano, da so kuščarji teh dveh vrst tudi opraševalci. Četudi dokazov ni veliko, nekateri avtorji menijo, da so se določene rastline majhnih izoliranih otokov in drugih območij prilagodile na opraševalce, ki so plazilci.
Med kuščarje, ki naj bi prenašali pelod, spadata gekona vrst Hoplodactylus duvauceli in Dactylocnemis pacificus, za katera je značilno, da obiskujeta vsaj naslednje štiri rastlinske vrste: Metrosideros excelsa, Phormium tenax, Myoporum laetum in v enem primeru Hebe bollonsii, četudi zadnje tri omenjene rastline niso prilagojene na opraševanje s pomočjo kuščarjev, ampak naj bi bile ornitofilne rastline (opraševane s strani ptic). Pelod, ki so ga najpogosteje najdevali na gekonih, pripada prej omenjeni Metrosideros excelsa, najden pa je bil na od 3 do 47 odstotkih kuščarjev, ki so jih ujeli na teh drevesih. Kuščarje rastline privlačijo s pomočjo nektarja, pelod pa naj jih ne bi privabljal. Za rastline, ki naj bi jih opraševali kuščarji, velja, da imajo dišeče cvetove (v primeru ponoči aktivnih plazilcev), prožna in dovolj močna socvetja (da jih opraševalec ne poškoduje) in rdeče cvetove, ki naj bi bili uporabni za odvračanje žuželk. Kljub temu med vrsto Metrosideros excelsa in gekoni ne vlado nobeno mutualistično razmerje, pa tudi obe vrsti sta sposobni preživeti druga brez druge.

## Opraševanje s pomočjo ptičev
Glavni članek: Ornitofilija
Ornitofilija je izraz, ki se uporablja za tip zoofilije, pri katerem pelod prenašajo ptiči. Slednji se največkrat prehranjujejo z nektarjem (so tako imenovani nektarivori). Med glavne družine, ki se preživljajo z nektarjem in hkrati opravljajo opraševanje ornitofilnih rastlin, spadajo kolibriji (Trochilidae), medosesi (Nectariniidae) in medarji (Meliphagidae). Ostale pomembnejše družine ptičev opraševalcev so škorčevci (Icteridae), suknarji (Drepanidae), tangare (Thraupidae), očalarji (Zosteropidae) in Promeropidae. Ptiči do nektarja pridejo tako, da se usedejo na bližnjo vejo, pecelj ali se oprimejo socvetja, obstaja pa tudi delež ptičjih vrst, ki se poslužujejo lebdečega leta, pri katerem se hranijo, medtem ko lebdijo na enem mestu. Večina ptičev omenjenih družin je dolgokljunih, saj jim tako prilagojeni kljuni omogočajo lažji dostop do nektarja v cevasto oblikovanih cvetovih. Del ptičjih opraševalcev ima kratke kljune in so generalisti, saj je njihova prehrana variabilna; poleg uživanja nektarja se hranijo tudi z žuželkami, sadjem in semeni. Ornitofilne rastline imajo navadno cevasto oblikovane cvetove, živo barvne (običajno rdeče) cvetne liste in so brez intenzivnih dišav, saj je voh ptičev razmeroma slabo razvit.
Po nekaterih podatkih naj bi ptiči opraševali okoli 500 rastlinskih rodov.

## Opraševanje s pomočjo netopirjev
Medvrstni odnos, pri katerem rastline oprašujejo netopirji, se imenuje kiropterofilija. Še posebej pogost je v tropskih predelih, kjer so mnoge rastline popolnoma ali deloma odvisne od netopirjih opraševalcev. Po podatkih iz leta 2009 naj bi netopirji, ki se hranijo z nektarjem, opraševali 23 redov, 67 družin, okoli 250 rodov in približno 528 vrst kritosomenk. Poznanih je tudi nekaj netopirjih vrst, ki opraševanja ne opravljajo, četudi se hranijo z rastlinsko medičino. Med netopirje opraševalce večinoma spadajo pripadniki družine letečih lisic (Pteropodidae) in družine listonosih netopirjev (Phyllostomidae) (v glavnem vrste poddružine Glossophaginae). Leteče lisice so veliki netopirji Starega sveta, ki ne izvajajo eholokacije in se ne zmorejo hraniti v letu, medtem ko so listonosi netopirji, ki prebivajo v Novem svetu, sposobni tako eholokacije kot lebdečega leta, med katerim se tudi hranijo.
Za rastline, ki jih oprašujejo netopirji, velja, da imajo blede ali bele ponoči cvetoče rastline zvonaste oblike. Mnoge tovrstne rastlinske vrste proizvajajo večje količine nektarja in izločajo razne dišavne snovi, ki sestojijo iz estrov, alkoholov, aldehidov in alifatskih kislin ter privlačijo netopirje. Ti sesalci imajo odličen prostorski spomin in pogosto obiskujejo specifične rastline.

## Opraševanje s pomočjo neletečih sesalcev
Tudi nekateri neleteči sesalci (torej sesalci brez netopirjev) so bili opaženi med hranjenjem z nektarjem. Opraševanje rastlin, pri katerem so opraševalci neleteči sesalci, se imenuje terofilija. Kljub temu je zgolj delež neletečih sesalcev, ki se hranijo z nektarjem, tudi opraševalcev. Med slednje spadajo različni vrečarji, lemurji (Lemuroidea), glodavci, rovke (Soricidae) in rilčasti skakači (Macroscelididae). Od leta 1997 so v študijah zabeležili vsaj 59 različnih vrst tovrstnih opraševalcev, ki jih uvrščamo v 19 družin in 6 redov. Poznanih naj bi bilo 85 vrst terofilnih rastlin, ki spadajo v 43 rodov in 19 družin. V veliko primerih posamično rastlino obiskuje več različnih vrst sesalcev.